# Barbara Thaler
Barbara Thaler (nascida em 16 de fevereiro de 1982) é uma política austríaca que foi eleita membro do Parlamento Europeu em 2019. Desde então, ela tem servido na Comissão de Transportes e Turismo. Para além das suas atribuições nas comissões, faz parte da delegação do Parlamento para as relações com a Índia.